# René Maugé de Cely
René Maugé de Cely  fue un zoólogo francés que participó en la expedición Baudin por los mares del Sur conducida por Nicolas Baudin entre 1800 y 1803, y que murió en su transcurso, en 1802.

## Biografía
Era aborigen de Seine-et-Marne,  participando en la primera expedición de Nicolas Baudin a las Antillas, entre 1796 y 1798. Además, participó dos años más tarde en su nueva expedición a los mares del océano Pacífico, desde el Havre en octubre de 1800.
Instalado a bordo del Géographe, padeciendo de enfermedades tropicales, a lo largo de Timor, y falleciendo el 21 de febrero de 1802 cuando la expedición llegaba a Tasmania. Fue sepultado e la isla Maria, en la costa oriental de la isla principal, en un punto que Baudin bautizó en su homenaje: Punto Maugé.

## Otros honores

### Epónimos
- Dasyurus maugei, león de Tasmania[1]
- Riccordia maugaeus, esmeralda portorriqueña.